# Istituto di studi sul Mediterraneo antico
L'Istituto di Studi sul Mediterraneo Antico (ISMA) è un istituto di ricerca del Consiglio Nazionale delle Ricerche (CNR) nato nel 2013 dalla fusione dell'Istituto di Studi sulle Civiltà Italiche e del Mediterraneo Antico (ISCIMA) e dell'Istituto di Studi sulle Civiltà dell'Egeo e del Vicino Oriente (ICEVO). La sede è a Monterotondo Stazione in provincia di Roma.

## Storia
L'Istituto di Studi sul Mediterraneo Antico (ISMA) è nato nel 2013 dalla fusione dell'Istituto di Studi sulle Civiltà Italiche e del Mediterraneo Antico (ISCIMA) e dell'Istituto di Studi sulle Civiltà dell'Egeo e del Vicino Oriente (ICEVO), a loro volta creati grazie a precedenti accorpamenti e fusioni.
L'"Istituto di Studi sulle Civiltà Italiche e del Mediterraneo Antico (ISCIMA)" fu fondato nell'ottobre del 2001 dalla fusione dell'"Istituto per l'archeologia etrusco-italica" con sede a Roma, fondato nel 1970 quando ereditò le attività del "Centro di studio per l'archeologia etrusco-italica" fondato nel 1968 da Massimo Pallottino, con l'"Istituto per la civiltà fenicia e punica" con sede a Montelibretti, fondato nel 1982 quando ereditò le attività dello "Studio per la civiltà fenicia e punica" fondato da Sabatino Moscati nel 1969.
L'Istituto di Studi sulle Civiltà dell'Egeo e del Vicino Oriente (ICEVO) fu fondato nel 2001 quando ereditò le attività del "Centro di Studi Micenei ed Egeo-Anatolici", fondato negli anni '60 da Giovanni Pugliese Carratelli, Piero Meriggi, Carlo Gallavotti, riconosciuto dal CNR nel 1964 e diventato organo del CNR dal 1968.
Dal 2014 al 2018 il direttore è stato l'etruscologo Alessandro Naso. Dal 2018 il direttore è Anna Lucia D'Agata.

### Cronologia
- Istituto di Studi sul Mediterraneo Antico (ISMA), 2013-in attività
  - Istituto di Studi sulle Civiltà Italiche e del Mediterraneo Antico (ISCIMA), 2001-2013
    - Istituto per l'archeologia etrusco-italica, fondato da Massimo Pallottino, 2001- 1970 (1968)
    - Istituto per la civiltà fenicia e punica, fondato da Sabatino Moscati, 2001-1982 (1969)

  - Istituto di Studi sulle Civiltà dell'Egeo e del Vicino Oriente (ICEVO) 2001-2013
    - Centro di Studi Micenei ed Egeo-Anatolici, fondato negli anni '60 da Giovanni Pugliese Carratelli, Piero Meriggi, Carlo Gallavotti, riconosciuto dal CNR nel 1964, organo del CNR dal 1968.[3]

## Attività di ricerca
L'ISMA svolge ricerche interdisciplinari di carattere storico, archeologico e filologico-epigrafico relative ad una vasta area geografica e ad un ampio arco cronologico: le sue attività riguardano le civiltà antiche del Vicino Oriente e del bacino del Mediterraneo (Egeo, area etrusco-italica e fenicio-punica, età classica e tardo-antica), coprendo un periodo che va dal IV millennio a.C. fino ai primi secoli della nostra era. I metodi della ricerca storica sono integrati da archeometria e informatica.
- Mediterraneo centrale con la penisola italiana e le sue isole:[1][2]
  - Protostoria italiana
  - Etruscologia
  - Archeologia dell'Italia pre-romana
  - Archeologia romana e tardo-antica
- Mediterraneo orientale, il bacini dell'Egeo e il Vicino Oriente
  - Civiltà Egee
  - ˆCipro
  - Civiltà dell'Anatolia
  - Civiltà della Mesopotamia
  - Area siro-palestinese
  - Civiltà Egizia
- Africa settentrionale, Spagna, Sardegna
  - Civiltà fenicio-punica

## Riviste e pubblicazioni

### Periodici
- "Mediterranea", periodico peer-review pubblicato con cadenza annuale fondato nel 2003 da Francesco Roncall. Ricerche originali riguardanti il Mediterraneo antico, e le civiltà dell’Italia preromana. Già "Quaderni di archeologia etrusco-italica".
- Archeologia e calcolatori
- Rivista di Studi Fenici
- SMEA
- ISMAgazine

### Collane
- AHMES (1, 2014 – 3, 2016)
- Archeologia e Calcolatori, Supplementi (1, 2007 – 8, 2016)
- Biblioteca di Antichità Cipriote (1, 1971 – 8, 2009)
- Caere, (1, 1983 – 6, 2014)
- Collezione di studi Fenici (1, 1973 – 46, 2014)
- Corpus der hurrifschen Sprachdenkmaler (I, 1984 – X, 2005)
- Corpus Inscriptionum Etruscarum (I, 1893 – IV, 2017)
- Documenta Asiana (I, 1994 – X, 2013)
- Incunabula Graeca (1, 1961 – 107, 2019)
- Le necropoli rupestri dell’Etruria Meridionale (1, 1970 – 3, 2017)
- Quaderni dell’ISMA (1, 2015)
- Supplementi della Rivista di Studi Fenici (1, 1973 – 44, 2016)
- Supplementi di Mediterranea (1, 2008 – 10, 2014)
- Supplementi di Studi Micenei ed Egeo-Anatolici (1, 2012)
- Thesaurus Linguae Etruscae
- Ciste Prenestine
- Quaderni di Archeologia Etrusco-Italica (1, 1978 – 29, 2003)
- Pubblicazioni del Centro di Studio per la Civiltà Fenicia e Punica (1, 1968 – 23, 1981)

## Biblioteche
- Biblioteca ex-ICEVO, Monterotondo Stazione, Roma.
- Biblioteca ex-ISCIMA, Montelibretti, Roma.
- ex-ISCIMA - Biblioteca Massimo Pallottino, Villa Poniatowski, Roma

## Banche dati
- LiBER, Linear B Electronic Resources